# مجموعة جيوش الدون
مجموعة جيوش الدون (بالألمانية: Heeresgruppe Don) هي إحدى مجموعات الجيوش التي كونها الجيش الألماني "الفيرماخت" الحرب العالمية الثانية في بالجبهة الشرقية التي كان يحارب فيها الجيش الأحمر السوفياتي. أنشئت المجموعة أثناء معركة ستالينغراد يوم 22 نوفمبر 1942 إثر نجاح الجيش الأحمر في اختراق القوات الألمانية ومحاصرة الجيش السادس داخل ستالينغراد. لكن وجودها استمر فترة قصيرة فقط إلى غاية 13 فبراير 1943 أين تم دمجها مع مجموعة الجيوش «ب» وتشكيل مجموعة الجيوش الجنوبية.

## الإنشاء والدور
قامت القيادة العليا للجيوش الألمانية (بالألمانية: Oberkommando des Heeres) يوم 22 نوفمبر 1942 بإنشاء «مجموعة جيوش الدون» من القوات التابعة لمجموعة الجيوش «ب» بعد التطورات التي أحدثها الهجوم السوفياتي «عملية أورانوس» ونجاحه في تطويق الجيش السادس داخل ستالينغراد وإجباره الجيوش الألمانية على التراجع. عيّن لقيادتة المجموعة الماريشال إريش فون مانشتاين الذي كان حينها قائد الجيش الحادي عشر.
تشكلت المجموعة من الجيش السادس المحاصر والجيش الروماني الثالث إضافة إلى الجيش الرابع بانزر الذي تمت إعادة تكوينه بعد الخسائر التي لحقته ووقوع الفيلق الرابع التابع له داخل الحصار، ليتم بعدها إلحاق ما تبقى من قوات الجيش الرابع الروماني به، ودعمه بفرق بانزر أخرى.
أسندت للمجموعة بداية مهمة إحكام خط الجبهة الواقع بين مجموعة الجيوش «أ» ومجموعة الجيوش «ب»، وكانت أوامر القيادة العليا الألمانية تقضي بإيقاف هجمات السوفيات واستعادة المواقع التي كانت تحت السيطرة الألمانية. بعدها تم تكليف مانشتاين ومجموعته بالقيام بـعملية عاصفة الشتاء التي كانت تهدف إلى اختراق الخطوط السوفياتية والتقدم نحو ستالينغراد لإنهاء الحصار وتحرير القوات الألمانية. فشلت العملية في تحقيق التقدم المطلوب واضطر مانشتاين إلى توقيفها يوم 23 ديسمبر 1942. في ذلك الوقت كان الجيش الأحمر قد شن عملية «زحل الصغير» والتي أجبر خلالها السوفيات في شهر جانفي 1943 مجموعة الدون على مزيد من التراجع نحو الأراضي الأوكرانية. في أواخر شهر جانفي تم إلحاق الجيش الأول بانزر بالمجموعة بعد انسحابه من منطقة القوقاز بسبب الهجوم السوفياتي.
في 2 فبراير 1942، استسلم فريدريك باولوس قائد الجيش السادس مع ما تبقى من قواته لتكون تلك نهاية الجيش السادس.
في 12 فبراير 1942، تم دمج مجموعتي جيوش الدون والجيوش «ب» في مجموعة الجيوش الوسطى بقيادة مانشتاين أيضا. 

## القادة
| الفترة                        | القائد الأعلى                       | قائد الأركان          |
| ----------------------------- | ----------------------------------- | --------------------- |
| 21 نوفمبر 1942-12 فبراير 1943 | جنرال فيلد مارشال إريش فون مانشتاين | الجنرال فريدريش شولتس |

## التنظيم
| الفترة        | الجيوش |
| ------------- | --- |
| 1 ديسمبر 1942 | جيش هوليدت، الجيش السادس، الجيش الرابع بانزر (معه وحدات الجيش الرابع الروماني)، الجيش الثالث الروماني                 |
| 1 جانفي 1943  | جيش هوليدت، الجيش السادس الألماني، الجيش الرابع بانزر، الجيش الثالث الروماني                                          |
| 1 فبراير 1943 | جيش هوليدت، الجيش السادس الألماني (استسلم يوم 2 فبراير)، الجيش الرابع بانزر، الجيش الثالث الروماني، الجيش الأول بانزر |